# Koromiliá (ort i Grekland, Västra Makedonien)
Koromiliá (Koromilia) är en ort i Grekland.   Den ligger i prefekturen Nomós Kastoriás och regionen Västra Makedonien, i den norra delen av landet, 400 km nordväst om huvudstaden Aten. Koromiliá ligger 708 meter över havet och antalet invånare är 342.
Terrängen runt Koromiliá är varierad. Runt Koromiliá är det ganska glesbefolkat, med 47 invånare per kvadratkilometer. Närmaste större samhälle är Kastoria, 7,0 km öster om Koromiliá. Trakten runt Koromiliá består till största delen av jordbruksmark.